# Bisacquino
Bisacquino (Busakkinu in siciliano) è un comune italiano di 3 995 abitanti della città metropolitana di Palermo in Sicilia.

## Geografia fisica
Bisacquino si trova all'interno della Sicilia occidentale, quasi all'estremo lembo meridionale della città metropolitana di Palermo. È raggiungibile da Palermo e Sciacca alle quali è collegata con le due strade panoramiche ss 188/c e ss 189/c e da cui dista rispettivamente 75 e 57 km.
Aggrappata alle falde del monte Triona, (massiccio calcareo compatto del Trias), alto 1.215 m, conta circa 4.000 abitanti e si eleva di circa 700 m s.l.m.

## Storia
Bisacquino fu infeudata al vescovado di Monreale dal re normanno Guglielmo II il Buono.
Fino al XII secolo fu in possesso di alcuni signori locali; in seguito e fino al 1778 divenne proprietà dell'arcivescovo di Monreale; dopo tale data passò al demanio regio.
Il 18 maggio 1897 vi nacque il regista italo-americano Frank Capra, all'anagrafe Francesco Rosario Capra. Il 21 agosto 1944 vi nacque anche lo scrittore monsignor Vincenzo Noto, che diventò sacerdote proprio nella chiesa del Carmine della cittadina.

### Simboli
Lo stemma attuale si presenta: d'azzurro, alla banda d'oro, accompagnata nel capo dalla stella di otto raggi e nella punta dalla fontana zampillante a due vasche sovrapposte, il tutto del secondo; lo scudo accollato all'aquila, rivoltata e al volo abbassato, coronata da corona reale chiusa.
La stella, primo emblema medievale della cittadina, ricorda la storica dipendenza dall'arcidiocesi di Monreale il cui stemma è una stella d'oro in campo azzurro, simbolo mariano divenuto poi stemma della città di Monreale; la fontana, figura adottata nel '700, è un'arma parlante da bis-aqua; l'aquila sveva che sostiene lo scudo è uno dei simboli araldici più diffusi in Sicilia.
Il gonfalone è un drappo partito di bianco e di azzurro.

## Geografia amministrativa
Il territorio è suddiviso in tre aree distinte, non confinanti fra loro. Una di queste, a sud, chiamata San Biagio, si trova incuneata nel territorio della Provincia di Agrigento, ed è perciò, per questa provincia, un'"enclave" provinciale, rarità amministrativa e geografica in Sicilia (altro esempio, Resuttano, in cui gran parte del territorio comunale, appartenente alla provincia di Caltanissetta, è circondato dal territorio della città metropolitana di Palermo).

## Monumenti e luoghi d'interesse

### Architetture religiose
- Duomo di San Giovanni Battista, riedificazione del 1716 di chiesa matrice cinquecentesca. All'interno è custodita la tomba del venerabile monsignor Giovanni Bacile.
- Chiesa di San Francesco Di Paola
- Chiesa dei Cappuccini
- Chiesa di Maria Santissima delle Grazie
- Chiesa di Santa Lucia
- Chiesa di Sant'Antonio Abate
- Chiesa della Madonna del Rosario
- Chiesa di San Vito
- Chiesa Santa Maria del Gesù
- Chiesa del Carmine e convento dell'Ordine carmelitano
- Chiesa di San Francesco d'Assisi
- Chiesa di Santa Caterina da Siena
- Chiesa del Calvario
- Santuario di Maria SS.Del Balzo
- Cappella delle Anime Sante
- Cappella della Madonna di Trapani
- Cappella della Madonna del Balzo
- Cappella di San Pio
- Cappella di Gesù delle Catene

## Società

### Evoluzione demografica
Abitanti censiti

## Media

### Radio
- Radio Antenna Bisacquino
- Radio Monte Triona (emittente non più attiva)

## Amministrazione
Di seguito è presentata una tabella relativa alle amministrazioni che si sono succedute in questo comune.
| Periodo          | Periodo          | Primo cittadino              | Partito                     | Carica  | Note  |
| ---------------- | ---------------- | ---------------------------- | --------------------------- | ------- | ----- |
| 19 novembre 1988 | 2 giugno 1990    | Giacomo Giangrosso           | Democrazia Cristiana        | Sindaco | [ 9 ] |
| 2 giugno 1990    | 16 marzo 1991    | Antonino Pizzitola           | Democrazia Cristiana        | Sindaco | [ 9 ] |
| 16 marzo 1991    | 26 aprile 1993   | Saverio Maienza              | Democrazia Cristiana        | Sindaco | [ 9 ] |
| 4 giugno 1993    | 10 febbraio 1994 | Giacomo Pillitteri           | Partito Socialista Italiano | Sindaco | [ 9 ] |
| 27 giugno 1994   | 25 maggio 1998   | Salvatore Salvaggio          | lista civica                | Sindaco | [ 9 ] |
| 25 maggio 1998   | 1º dicembre 2000 | Filippo Contorno             | centro-sinistra             | Sindaco | [ 9 ] |
| 26 novembre 2001 | 15 maggio 2007   | Giuseppe Nicolosi            | lista civica                | Sindaco | [ 9 ] |
| 15 maggio 2007   | 8 maggio 2012    | Filippo Contorno             | centro-sinistra             | Sindaco | [ 9 ] |
| 8 maggio 2012    | in carica        | Tommaso Francesco Di Giorgio | centro-destra               | Sindaco | [ 9 ] |